# Sköna gröna Grebo
Sköna gröna Grebo var en musikfestival i Östergötland som existerade åren 2004–2011. Den drog artister som sjöng på svenska.
Festivalgeneraler och likaså artistbokare var Michael Phalén och Tobias Pettersson.

## Artister som uppträtt på festivalen
| År:       | 2004 | 2005        | 2006                         | 2007               | 2008          | 2009                      | 2010                  | 2011                                          |
| --------- | ---- | ----------- | ---------------------------- | ------------------ | ------------- | ------------------------- | --------------------- | --------------------------------------------- |
| Datum:    |      |             | 19e augusti                  | 25e augusti        | 23e augusti   | 22a augusti               | 28e augusti           | 27e augusti                                   |
| Artister: |      | 6.08        | 6.08                         | 6.08               | 6.08          | 6.08                      | 6.08                  | 6.08                                          |
|           |      | ToBo        | Nicke Sixx                   | Bettlare & Lösfolk | Straight Up   | Sanna Carlstedt           | Helmut Jederknüller   | Bonnkapälle                                   |
|           |      | John Stridh | Johan Melander & Nya Stan    | Carolina Carlbom   | Café 33       | Jonny Gladh               | Emelie                | Gösta Linderholm                              |
|           |      | Rektal.Käse | Get Back                     | Det är kärlek      | Taube         | TLBOB                     | Izzy                  | John Daniel                                   |
|           |      |             | Teaterensemblen Respexet     | Folke Likvit       | Guldgossen    | Lana Brunell              | SAMS                  | Roger Karlsson                                |
|           |      |             | Den Given                    | Gula Gubben        | Per Gissel    | Fredrik "Frallan" Jonsson | Frasse Haraldsen      | Zackarias                                     |
|           |      |             | Tre O Comp                   | Johan Rothstein    | Brännström    | Bête Noire                | Planeten              | Aguson                                        |
|           |      |             | Aguson                       | John Stridh        | No Excuse     | Bröderna Berg             | Finn Zetterholm       | Emil Jensen                                   |
|           |      |             | Torbjörn & Nykomlingarna     | Strindbergs        | Zeijlon       | Svensk Punk               | Carolina Wallin Perez | Tre O Comp                                    |
|           |      |             | Sillprofeterna               | By Yourself        | Old Town      | No Excuse                 | Ferguson              | Sulo & Idde                                   |
|           |      |             | Aloud                        | Maja Ph            | Snusk-Tobbe   | Johan Johansson           | E.T.K.                | Sanna Carlstedt, Johan Johansson & Dan VIktor |
|           |      |             | Niels Nielsen & Bandet       | För fulla gubbar   | Svensk Pop    | Bacchi Bröder             | Carl-Johan Vallgren   | Dapony Bros                                   |
|           |      |             | Fredrik Johansson & Hundarna | Hold your horses   | Clay Allison  | Aguson                    | Staffan Hellstrand    |                                               |
|           |      |             | Anna Gunnarsson              | Busted             | Perssons Pack | Lars Demian               | Docenterna            |                                               |
|           |      |             |                              | Sunday Crowd       |               | Wild Rover                |                       |                                               |
|           |      |             |                              | Ace of Bass        |               |                           |                       |                                               |